# Peći (Ključ)
Peći (szerbül: Пећи) kihalt szerb falu Bosznia-Hercegovinában, a Bosznia-hercegovinai Föderáció Una-Szanai kantonjában, Ključ községben.

## Fekvése
Bosznia-Hercegovina nyugati részén, Bihácstól légvonalban 75, közúton 104 km-re délkeletre, Ključtól légvonalban 11, közúton 17 km-re északra, a Ključról Sanski Mostra menő főút és a Szana-folyó völgye között fekszik. 

## Népessége
| Nemzetiségi csoport | Népesség 1991 | Népesség 2013 |
| ------------------- | ------------- | ------------- |
| Szerb               | 292           | 0             |
| Bosnyák             | 0             | 0             |
| Horvát              | 0             | 0             |
| Jugoszláv           | 0             | 0             |
| Egyéb               | 0             | 0             |
| Összesen            | 292           | 0             |

## Története
A falu a középkorban is lakott volt, mely korszakból temetőjének maradványa is megtalálható, benne több középkori sírkővel. Ilyen sírkövek a 12. század második feléből származnak, de csak a 14-15. században terjedtek el Bosznia-Hercegovina, Szerbia, Horvátország és Montenegró területén.
Peći 1878-ig tartozott az Oszmán Birodalomhoz, majd az Osztrák-Magyar Monarchia része lett. 1879-ben az első osztrák-magyar népszámlálás során a faluban 23 házat és 201 szerb ortodox lakost számláltak. 1910-ben a településen 55 házat és 455 ortodox szerb lakost találtak. A monarchia szétesésével 1918-ben előbb a Szerb-Horvát-Szlovén Királyság, majd 1929-től a Jugoszláv Királyság része. 1921-ben 70 házat és 513 lakost számláltak itt. 1945-től a település a szocialista Jugoszlávia része volt.
A boszniai háború idején település 1995 szeptemberéig a szerb félkatonai egységek uralma alatt állt, amikor a Bosznia-Hercegovinai Hadsereg, a Horvát Védelmi Tanács (HVO) és a Horvát Hadsereg (HV) által vezetett közös akciók során elfoglalták. Szerb lakossága a visszavonuló szerb csapatokkal együtt elmenekült a faluból és később sem tért vissza. A faluban a Dragić, Ribić, Ris, Adamović, Krljanović, Latinović, Pećanac csalások és sok más család is élt. Ma már nem él ott senki, a volt lakók évente egyszer Úrnapján összegyűlnek, az Úr mennybemenetele temploma közelében. 

## Nevezetességei
- Az Úr mennyementele tiszteletére szentelt pravoszláv templomát 1995-ben a bosnyák csapatok lerombolták. A háború után újjáépítették.

- Kužno groblje – késő középkori temető maradványai, melynek sírkövei közül fennmaradt 6 stećak.

## Fordítás
- Ez a szócikk részben vagy egészben  a(z)   Пећи (Кључ) című szerb Wikipédia-szócikk ezen változatának fordításán alapul.  Az eredeti cikk szerkesztőit annak laptörténete sorolja fel. Ez a jelzés csupán a megfogalmazás eredetét és a szerzői jogokat jelzi, nem szolgál a cikkben szereplő információk forrásmegjelöléseként.